# Petatlán
Petatlán – miasto w Meksyku, w stanie Guerrero.